# Kto nigdy nie żył…
Kto nigdy nie żył… – polski dramat filmowy z 2006 roku w reżyserii Andrzeja Seweryna.

## Fabuła
Ksiądz Jan jest byłym misjonarzem pracującym w przeszłości w Afryce. Obecnie posługuje w Warszawie i wspiera trudną młodzież, w szczególności osoby uzależnione od narkotyków. Ma z nimi bardzo dobry kontakt i łączą ich wzajemnie stosunki przyjacielskie. Nie podoba się to biskupowi i przełożonemu księdza, który chce zakończyć tę działalność, delegując księdza na dalsze studia do Rzymu. Nieoczekiwanie okresowe badania medyczne wykazują, że ksiądz Jan jest zarażony wirusem HIV. Ta wiadomość zmienia życie duchownego w koszmar. Ksiądz przeżywa szok, a na domiar złego na wieść o stanie zdrowia odtrąca go jego matka, nie okazując mu zrozumienia. Biskup i przełożony księdza również nie okazują mu zrozumienia. Wobec takiej sytuacji upada plan wysłania go do Włoch. Ksiądz postanawia przenieść się ze stolicy do klasztoru położonego na prowincji. Początkowo znajduje tam spokój przy pracy fizycznej na roli, jednak ostatecznie załamuje się i odchodzi, odrzucając przy tym lekarstwa. Przypadkowo w deszczową noc na leśnej drodze trafia na niego trójka młodych ludzi udająca się na koncert do Torunia. Ksiądz korzysta z ich uprzejmości i podróżuje wraz z nimi, aczkolwiek nie informuje ich o swojej tożsamości. Jedna z towarzyszek, Marta, ulega szybkiej fascynacji Janem, jednak on nie dopuszcza do zbliżenia, informując ją o swojej chorobie. Kobieta staje się jednak dla księdza pierwszym bodźcem w kierunku powstania z upadku. Drugim jest spotkanie w Toruniu z Pawłem, jego przyjacielem i zarazem piosenkarzem, na koncert którego wybierała się poznana trójka. Ksiądz Jan, mimo swojej choroby, postanawia wrócić do swojej pracy duszpasterskiej.

## Obsada
- Michał Żebrowski – ksiądz Jan
- Joanna Sydor – Marta
- Teresa Marczewska – matka Jana
- Stefan Burczyk – spowiednik
- Andrzej Żarnecki – biskup
- Cezary Iber – Krzysztof
- Natalia Rybicka – Kasia
- Wojciech Mecwaldowski – Artur
- Joanna Liszowska – Ela
- Mateusz Banasiuk – Mateusz
- Bogusław Parchimowicz – Jarek
- Piotr Szczepanik – przeor
- Aleksander Bednarz – ojciec Leon
- Robert Więckiewicz – śmieciarz
- Józef Fryźlewicz – proboszcz

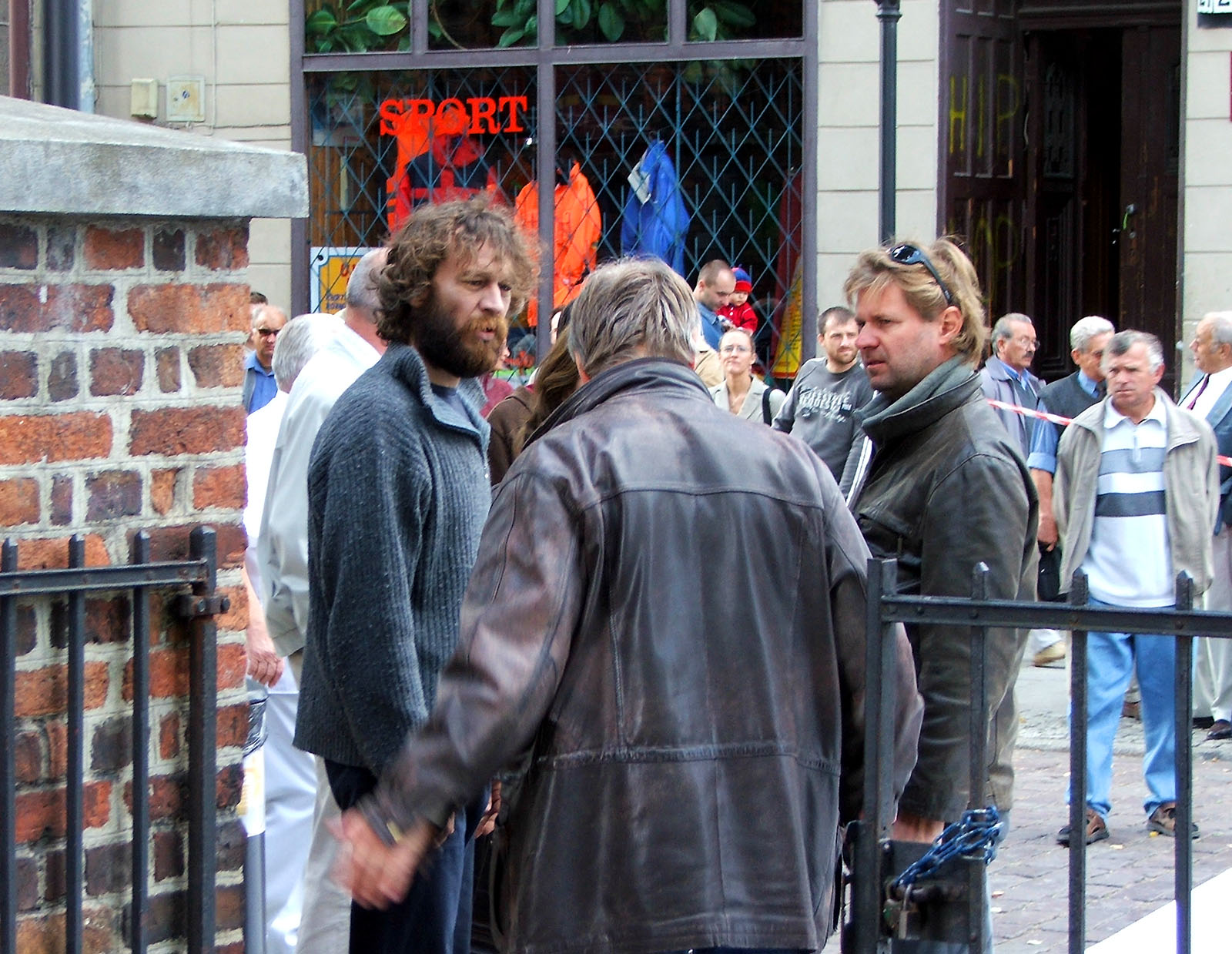
Michał Żebrowski podczas kręcenia filmu

- Andrzej Seweryn – lekarz ordynator
- Robert Janowski – Paweł
- Joanna Jabłczyńska – Marysia Sypniewska
- Andrzej Hudziak – ojciec Marysi
- Monika Niemczyk – matka Marysi
- Zdzisław Szymborski – wuj Marysi
- Michał Gadomski – policjant
- Modest Ruciński – nowicjusz
- Marek Kałużyński – furtian
- Barbara Krafftówna – matka Jarka
- Maja Barełkowska – pani Leszczyńska
- Teresa Szmigielówna – gość matki Jana
- Bartosz Głogowski – mnich
- Marcin Kwaśny – mnich
- Marcin Sitek – ksiądz

## Produkcja
- Scenariusz filmu, autorstwa Macieja Strzembosza, powstał na podstawie oryginalnej historii Macieja Strzembosza i Jolanty Hartwig-Sosnowskiej. Pierwotna wersja scenariusza powstała w 1997 roku[1].
- Film jest debiutem reżyserskim aktora, Andrzeja Seweryna[2].
- Konsultantem ds. religijnych przy produkcji filmu był ks. prof. dr hab Waldemar Chrostowski.
- Film kręcono od 1 września do 9 października 2005. Za plenery posłużyły: Warszawa (ul. Emilii Plater, Krakowskie Przedmieście, Rozbrat), Toruń, Ląd (opactwo cystersów – statystami byli zakonnicy klasztoru[3]), Mogilno (klasztor benedyktynów), Lubostroń, Radziejowice, Wenecja i okolice Żnina[4].